# Puisenval
Puisenval – miejscowość i gmina we Francji, w regionie Normandia, w departamencie Sekwana Nadmorska.
Według danych na rok 1990 gminę zamieszkiwało 35 osób, a gęstość zaludnienia wynosiła 7 osób/km² (wśród 1421 gmin Górnej Normandii Puisenval plasuje się na 838. miejscu pod względem liczby ludności, natomiast pod względem powierzchni na miejscu 690.).